# محمدرضا گرایی
محمّدرضا گرایی (زادهٔ ۴ مرداد ۱۳۷۵، شیراز) کشتی‌گیر اهل ایران در دسته ۶۷ کیلوگرم کشتی فرنگی است. گرایی برنده مدال طلای المپیک ۲۰۲۰ توکیو و قهرمان مسابقات قهرمانی کشتی جهان در سال ۲۰۲۱ است. او همچنین در سال ۲۰۱۹، قهرمان مسابقات قهرمانی زیر ۲۳ سال جهان و قهرمان کشتی آسیا شد. مدال برنز بازی‌های آسیایی ۲۰۱۸ از دیگر افتخارات گرایی است.
گرایی در سال ۲۰۲۱، در رقابت‌های گزینشی کشتی فرنگی المپیک ۲۰۲۰ توکیو در آلماتی، قزاقستان، موفق به کسب مدال طلا و همچنین سهمیه المپیک شد. او سپس در المپیک ۲۰۲۰ توکیو، پس از برتری مقابل حریف اوکراینی خود در فینال، پرویز نصیب‌اف به مدال طلای وزن ۶۷ کیلوگرم دست‌یافت.

## زندگی شخصی

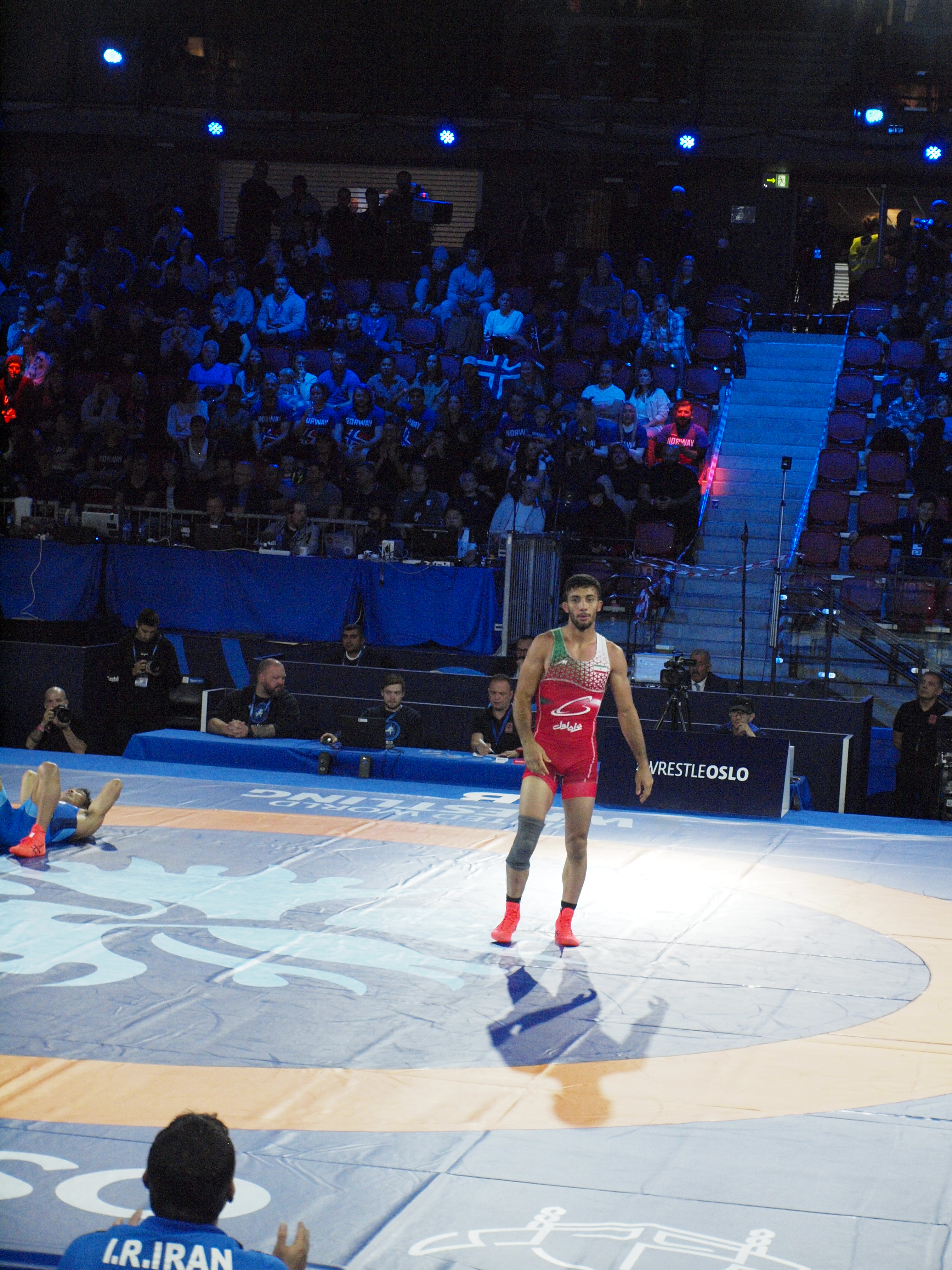
محمدرضا گرایی در مسابقات جهانی ۲۰۲۱ نروژ

محمدرضا گرایی متولد ۴ مرداد ۱۳۷۵ در شیراز است. او در یک خانواده ۶ نفره پرورش یافته‌است. دو برادر به نام‌های حسین و محمدعلی دارد که هر دو کشتی‌گیر هستند. وی فارغ‌التحصیل دانشگاه پاسارگاد از شهرستان مرودشت است. او و برادرش در ابتدا ژیمناستیک‌کار بوده‌اند، مربی ژیمناستیک آن‌ها، بر این باور بود که در ایران به این ورزش، بها داده نمی‌شود و به همین خاطر، برادران گرایی را به سمت ورزش کشتی سوق‌ می‌دهد.

## زندگی حرفه‌ای

### قهرمانی دانشجویان جهان ۲۰۱۶
محمدرضا گرایی در وزن ۶۶ کیلوگرم مسابقات قهرمانی دانشجویان جهان در سال ۲۰۱۶، در دور اول کشتی‌گیر اوکراینی و دارنده مدال طلای جوانان جهان را با نتیجه ۴ بر یک شکست داد و در دور دوم نیز نماینده کشور اسپانیا را ۸ بر صفر از پیش رو برداشت. در دور سوم مقابل نماینده ترکیه تن به شکست داد و راهی دیدار رده‌بندی شد. او در این دیدار، با غلبه بر نماینده لهستان، مدال برنز را به گردن آویخت.

### بازی‌های آسیایی ۲۰۱۸
محمدرضا گرایی در دور نخست رقابت‌های کشتی بازی‌های آسیایی ۲۰۱۸ در وزن ۶۷ کیلوگرم، عبدالکریم الحسن از سوریه را شکست داد و در دور دوم نیز، المراد تاسمرادوف، دارنده مدال برنز المپیک و جهان از ازبکستان را از پیش رو برداشت و به دور نیمه‌نهایی رفت. وی در این دیدار به مصاف المت کبیسپایف از قزاقستان و دارنده مدال نقره و برنز جهان رفت که در همان ابتدای کشتی با ضربه فنی شکست خورد و از راه‌یابی به فینال بازماند. گرایی در دیدار رده‌بندی وزن ۶۷ کیلوگرم به مصاف هانگ یینگ-هووا از تایوان رفت و در کمتر از یک دقیقه توانست حریف را با نتیجه ۱۱ بر صفر شکست دهد و مدال برنز این وزن را از آن خود کند.

### مسابقات قهرمانی جهان ۲۰۱۸
محمدرضا گرایی پس از استراحت در دور نخست، در دور دوم با نتیجه ۷ بر صفر و ضربه فنی مصطفی حسن محمد از مصر را شکست داد. وی در دور سوم، شماگی بولکوادزه، دارنده مدال برنز المپیک و قهرمان زیر ۲۳ سال جهان از گرجستان را با نتیجه ۴ بر ۴ از پیش رو برداشت و راهی مرحله یک چهارم نهایی شد. گرایی در این مرحله مقابل میرژان شرماخانبت از قزاقستان با نتیجه ۹ بر صفر مغلوب شد و با توجه به شکست این کشتی‌گیر مقابل حریف روس، گرایی از دور رقابت‌ها حذف‌ شد.

### قهرمانی زیر ۲۳ سال جهان ۲۰۱۹
در وزن ۷۲ کیلوگرم مسابقات قهرمانی زیر ۲۳ سال جهان ۲۰۱۹، در بوداپست، مجارستان، محمدرضا گرایی در دور اول با نتیجه ۱۰ بر ۳ از سد چنگیز ارسلان، قهرمان سال گذشته این مسابقات از ترکیه گذشت. وی در دور بعد، با نتیجه ۳ بر ۲ ماگومد یاربیلوف از روسیه را از پیش رو برداشت و راهی مرحله یک‌چهارم نهایی شد. گرایی در این مرحله در مصاف با راماز زویدزه، دارنده مدال نقرهٔ زیر ۲۳ سال جهان از گرجستان با نتیجه ۷ بر ۵ و ضربه فنی، به برتری دست یافت و راهی دیدار نیمه‌نهایی شد. وی در این دیدار ماکسیم یوتوشنکو از اوکراین را با نتیجه ۶ بر ۲ مغلوب کرد و به دیدار فینال راه یافت. گرایی در دیدار پایانی، سانان سلیمانوف از آذربایجان را با نتیجه ۷ بر صفر از پیش رو برداشت و صاحب مدال طلا شد.

### قهرمانی زیر ۲۳ سال آسیا ۲۰۱۹
گرایی در سال ۲۰۱۹، در نخستین دوره از مسابقات کشتی قهرمانی زیر ۲۳ سال آسیا، در اولان‌باتور، مغولستان، در وزن ۷۷ کیلوگرم، به روی تشک رفت. او در دیدار نهایی این مسابقات، با شکست مقابل حریفی از قرقیزستان، به مدال نقره رسید.

### قهرمانی آسیا ۲۰۱۹
در وزن ۷۲ کیلوگرم در مسابقات قهرمانی کشتی آسیا ۲۰۱۹ در شی‌آن، چین، محمدرضا گرایی پس از استراحت در دور نخست در دور دوم با نتیجه ۸ بر صفر مقابل آرام واردانیان دارنده مدال برنز آسیا از ازبکستان به پیروزی دست‌یافت و به مرحله نیمه‌نهایی رفت. وی در این مرحله با نتیجه ۹ بر ۳ از سد دیمیو ژادرایف، دارنده مدال نقره جهان از قزاقستان گذشت و راهی دیدار فینال شد. گرایی در دیدار فینال با نتیجه ۵ بر صفر هیو جون ژانگ از چین را از پیش رو برداشت و به مدال طلا دست‌یافت.

### المپیک ۲۰۲۰ توکیو

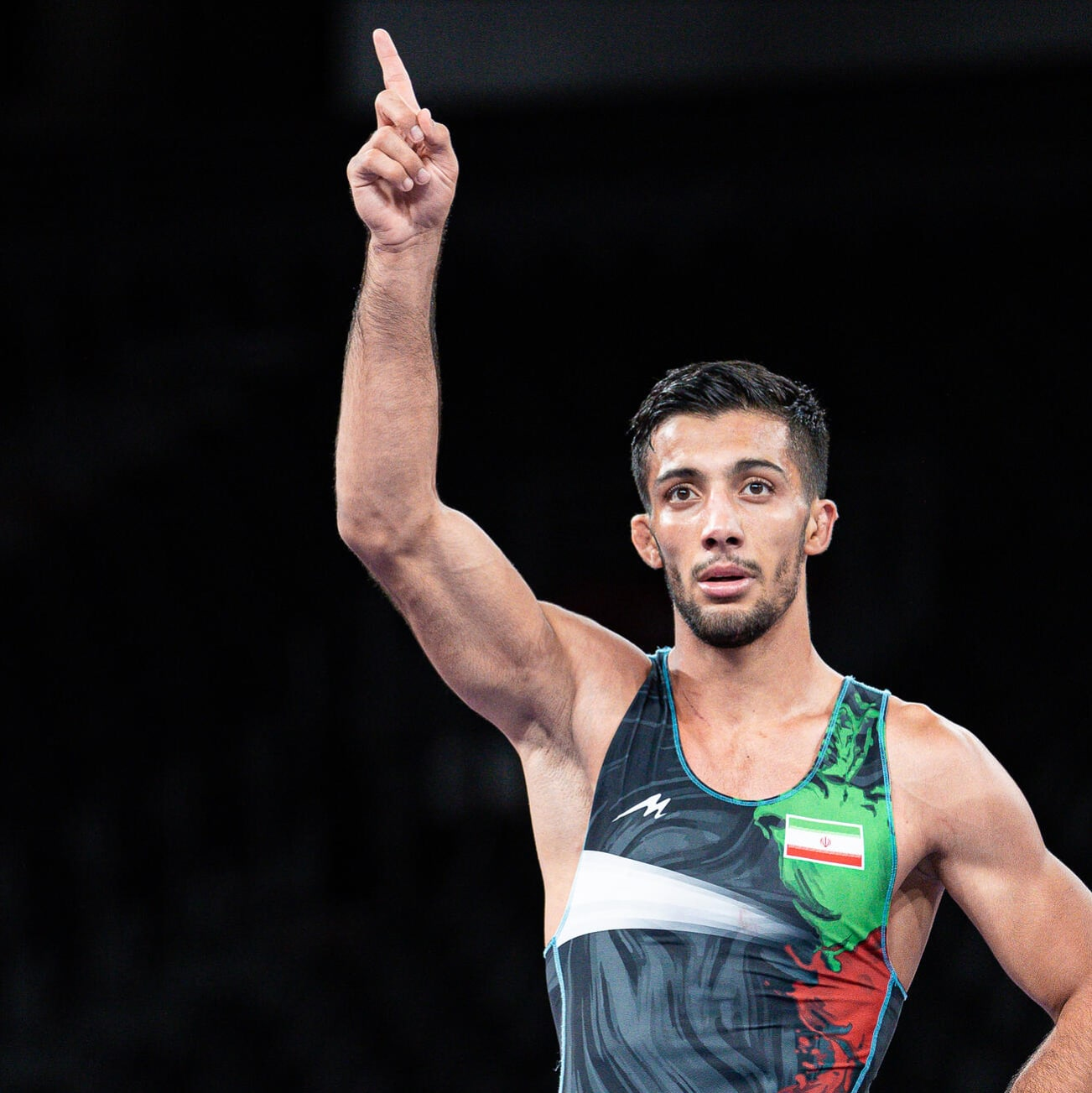
محمد رضا گرایی در مسابقات المپیک توکیو

محمدرضا گرایی نماینده وزن ۶۷ کیلوگرم کشتی فرنگی ایران در المپیک ۲۰۲۰ توکیو، در حالی که با توجه به جوان بودن و کوتاه بودن سابقه‌اش در مسابقات بزرگسالان که کمتر کسی از عموم مردم انتظار مدال را از وی داشت، با نتایجی درخشان ظاهر شد. کشتی او آخرین وزن از کشتی‌گیران فرنگی ایران بود و از وی به عنوان آخرین سرباز فرنگی و آخرین امید محمد بنا یاد می‌شد، زیرا در صورت مدال نگرفتن محمدرضا گرایی نتایج نسبتاً ضعیف تیمی همچون المپیک ریو ۲۰۱۶ و حتی بدتر از آن رقم می‌خورد. (دو مدال برنز المپیک ریو در مقایسه با سه مدال طلای المپیک لندن) و قول محمد بنا برای درخشش در المپیک توکیو ۲۰۲۰ بی‌ثمر می‌ماند. او پس از استراحت در دور نخست، در دور دوم خولیان اورتا از کلمبیا را با نتیجهٔ ۸ بر صفر شکست داد و در دور بعد، فرانک اشتبلر از آلمان را با نتیجه ۵ بر ۵ از پیش رو برداشت. وی در نیمه‌نهایی با نتیجه ۶ بر ۱ راماز زویدزه از گرجستان را مغلوب کرد و راهی دیدار فینال شد. گرایی در در دیدار فینال بازی‌های المپیک توکیو به مصاف پرویز نصیب‌اف از اوکراین رفت و با نتیجه ۹ بر یک برنده شد و به مدال طلای المپیک دست یافت. کشتی فرنگی ایران در بازی‌های المپیک تابستانی ۲۰۱۲ توسط حمید سوریان، امید نوروزی و قاسم رضایی به ۳ مدال طلا رسید و محمدرضا گرایی پس از ۹ سال موفق‌ شد کشتی فرنگی ایران را صاحب چهارمین مدال طلای المپیک کند.

### قهرمانی جهان ۲۰۲۱

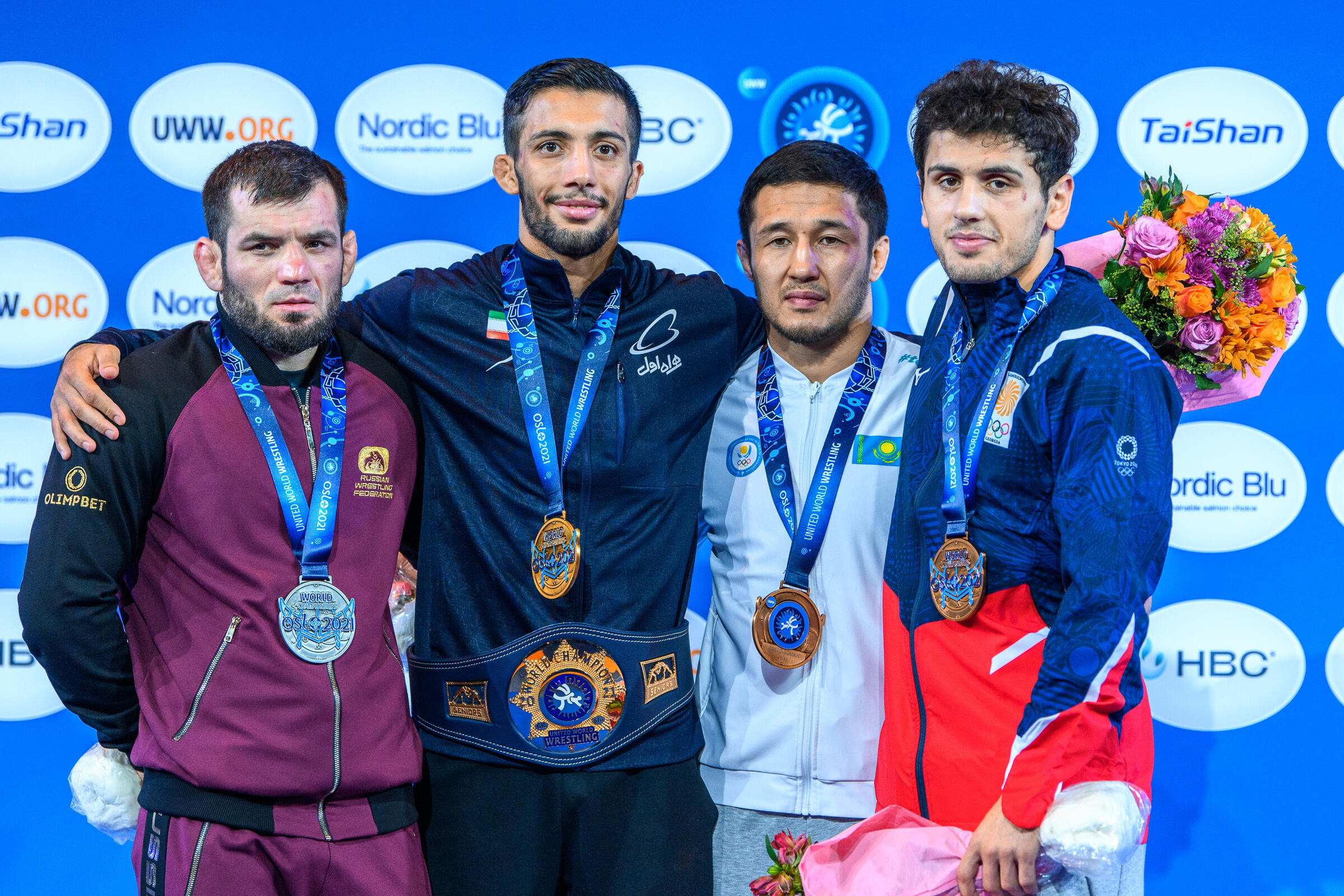
قهرمان مسابقات جهانی نروژ ۲۰۲۲ وزن ۶۷ کیلوگرم

محمدرضا گرایی در وزن ۶۷ کیلوگرم، نماینده ایران در مسابقات قهرمانی جهان ۲۰۲۱ نروژ بود. او در دور نخست، استراحت کرد، سپس تسوچیکا شیمویامادا قهرمان آسیا از ژاپن را ضربه فنی کرد و در ادامه نیز مقابل حسرت جعفروف از آذربایجان، ۱۱ بر صفر پیروزشد. وی سپس در مرحله نیمه‌نهایی مقابل راماز زویدزه دارنده مدال‌های طلای جوانان جهان و نقره زیر ۲۳ سال جهان از گرجستان در حالی‌که تا ثانیه‌های پایانی مبارزه، با نتیجهٔ ۶ بر ۴ عقب بود، در نهایت با نتیجهٔ ۷ بر ۶ به برتری رسید و راهی فینال شد. او در دیدار نهایی، برابر نظیر عبدالله‌یف از روسیه به روی تشک رفت و در پایان با نتیجه ۵ بر ۲ به برتری رسید و به مدال طلا دست‌یافت.

### قهرمانی جهان ۲۰۲۲
گرایی در وزن ۶۷ کیلوگرم در مرحله مقدماتی پس از استراحت در دور نخست، در دور دوم با نتیجه ۹ بر صفر امانتور اسماعیل‌اف از قرقیزستان را مغلوب کرد و به مرحله یک چهارم نهایی راه یافت. وی در این مرحله با نتیجه ۵ بر صفر هان‌سو ریو دارنده مدال طلای جهان از کره‌جنوبی را از پیش رو برداشت و به مرحله نیمه نهایی راه یافت. گرایی در این مرحله جونی ختسوریانی از گرجستان را در همان ۳ دقیقه نخست با نتیجه ۸ بر صفر شکست داد و به فینال راه یافت. گرایی یا همان مرد یخی اتحادیه جهانی کشتی، مبارزه را با برنامه و آرامش همیشگی کشتی را آغاز کرد و در همان ۳۰ ثانیه نخست با اشتباه حریف، ۲ امتیاز با خاک کردن حریف گرفت و در ادامه به سراغ کنده فرنگی حریف صربستانی رفت که با تاباندن حریف داور امتیازی به او نداد که با چلنج مربیان، هیئت ژوری ۲ امتیاز دیگر به نماینده کشورمان دادند. گرایی ۳ دقیقه نخست با میدان داری و گرفتن سر و گردن حریف اجازه هیچ حرکتی را به او نداد. گرایی در آغاز وقت دوم قصد کمرگیری داشت که با اشتباهی خطرناک در خاک قرار گرفت و اجازه زدن سوبلس را به نمس نداد اما حریف صربستانی ۲ امتیاز گرفت. در ادامه ماته نمس صربستانی که در وقت دوم با برنامه و با آنالیز دقیق گرایی پای به تشک گذاشته بود یک امتیاز پوئن اخطار را گرفت و با اجرای بارانداز، امتیاز خود را به ۵ رساند. قهرمان المپیک در ادامه چند مرتبه اقدام به کمرگیری کرد و نا موفق بود و حتی داوران می‌توانستند اخطار به حریف صربستانی بدهند که این کار را نکردند. در ثانیه‌های پایانی دیگر رمقی برای نماینده کشورمان باقی نمانده بود و در نهایت این مبارزه را با نتیجه ۵ بر ۴ واگذار کرد و به مدال نقره رسید.

### قهرمانی جهان ۲۰۲۳
در وزن ۶۷ کیلوگرم محمدرضا گرایی پس از استراحت در دور اول، در دور دوم با نتیجه ۶ بر ۳ آبرور آتابائف قهرمان آسیا از ازبکستان را مغلوب کرد و راهی مرحله یک‌هشتم نهایی شد. وی در این مرحله با نتیجه ۱۱ بر ۱۰ کیوتارو سوگابه از ژاپن را شکست داد و راهی مرحله یک چهارم نهایی شد. گرایی در این مرحله با نتیجه ۱۰ بر صفر مغلوب حسرت جعفروف از جمهوری آذربایجان شد و با توجه به حضور حریفش در دیدار فینال، به گروه بازنده‌ها رفت. وی در این گروه با نتیجه ۶ بر ۵ از سد ایستوان وانزا از مجارستان گذشت و به دیدار رده‌بندی راه یاف. گرایی در این دیدار با نتیجه ۸ بر صفر مقابل اسلاویک گالستیان از ارمنستان به پیروزی رسید و صاحب مدال برنز شد و سهمیه المپیک را نیز کسب کرد.

### قهرمانی جهان ۲۰۲۴
گرایی در وزن ۷۲ کیلوگرم در دور اول با نتیجه ۱۱ بر ۳ مغلوب بنجی پیک از آمریکا شد و با توجه به شکست حریفش در دور بعد از گردونه رقابت ها حذف شد.

#### اهدای مدال به شهید گمنام
گرایی در روز ۲۴ مهر ۱۴۰۰ در مراسمی مدال خود را به شهید گمنام دفن شده در فدراسیون کشتی اهدا کرد. او در این مراسم گفت:
در شبی که به مسابقات جهانی کشتی اعزام شدیم با این شهید گمنام، قول و قراری گذاشتم که اگر مدال طلا بگیرم مدالم را به این شهید اهدا کنم.

## واکنش به گرانی دلار
در تاریخ ۲۸ اسفندماه ۱۴۰۳ محمدرضا گرایی در واکنش به صدهزار تومانی شدن دلار در صفحه اینستاگرام خود نوشت: 
«تورم فقط قیمت‌ها را بالا نبرده بلکه آرامش را از خانه‌ها ربوده است. امیدها را در دل‌ها کمرنگ کرده و لبخند را از چهره‌ها دزدیده است. هر روز سفره‌ها کوچک‌تر، دل‌ها نگران‌تر و آینده نامعلوم‌تر می‌شود.
به امید روزهای بهتر برای ایران، برای مردمش و برای جوانانش مسئول_بی_لیاقت»
بسیاری از مردم ایران و کاربران فضای مجازی این انتقاد محمدرضا گرایی را فقط یک حرف پوپولیستی خواندند که هر ورزشکاری برای حفظ و جذب فالوور بیشتر باید در مورد آن صحبت کند و ورزشکاران فقط برای منافع خود انتقاد می‌کنند تا به بهانه گرانی دلار هم بتوانند کمک‌های مالی بیشتری از دولت دریافت کنند و هم اصطلاحاً «مردمی‌تر» شوند. به قول معروف با یک تیر دو نشان را بزنند.

## حاشیه قهرمانی جهان ۲۰۲۳ و محرومیت برادر گرایی
در جریان برگزاری رقابت محمدرضا گرایی مقابل حریف ژاپنی در مسابقات کشتی فرنگی قهرمانی جهان، در شرایطی که گرایی در حال شکست مقابل حریف خود بود، یک بطری آب از روی سکوهای تماشاگران به روی تشک پرتاب شد؛ اتفاقی که منجر به وقفه در جریان مبارزه و در نهایت پیروزی محمدرضا گرایی شد. ژاپنی‌ها با اعلام این که برادر محمدرضا گرایی عامل پرتاب بطری به روی تشک بوده‌است خواستار برخورد با محمدعلی گرایی شدند که در نهایت نیز وی از روی سکو به بیرون سالن مسابقات هدایت شد.
پس از این اتفاق و ایجاد وقفه در کشتی، محمدرضا گرایی در ادامه با نتیجه ۱۱ بر ۱۰ بر حریف ژاپنی خود پیروز شد و در نهایت مدال برنز و سهمیه المپیک گرفت اما کشتی‌گیر ژاپنی حذف شد. اتحادیه جهانی کشتی محمدعلی گرایی را به دلیل انجام این کار تا اطلاع ثانوی از حضور در میدان‌های کشتی محروم کرده‌است و قرار است کمیته انضباطی این اتحادیه دربارهٔ وی رأی نهایی خود را اعلام کند. محمدعلی گرایی پیش از این مدال برنز مسابقات جهانی ۲۰۱۷، ۲۰۱۹ و ۲۰۲۱ را از آن خود کرده بود. از این رو ممکن است شامل محرومیت یک ساله از حضور در میدان‌های کشتی شود که با این حساب وی حضور در المپیک را از دست خواهد داد.

## افتخارات

### المپیک
- المپیک ۲۰۲۰ توکیو – ۶۷ ک‌گ

### قهرمانی جهان
- قهرمانی کشتی جهان اسلو ۲۰۲۱ – ۶۷ ک‌گ
- قهرمانی کشتی جهان بلگراد ۲۰۲۲ – ۶۷ ک‌گ
- قهرمانی کشتی جهان بلگراد ۲۰۲۳ – ۶۷ ک‌گ

### قهرمانی آسیا
- قهرمانی کشتی آسیا شی‌آن ۲۰۱۹ – ۷۲ ک‌گ

### بازی‌های آسیایی
- ۲۰۱۸ جاکارتا - ۶۷ ک‌گ

### سایر
- مسابقات دانشجویان جهان ترکیه ۲۰۱۶
- مسابقات قهرمانی کشتی زیر ۲۳ سال جهان ۲۰۱۹ - ۷۲ ک‌گ